# Le Ponchel
Le Ponchel é uma comuna francesa na região administrativa de Altos da França, no departamento de Pas-de-Calais. Estende-se por uma área de 4,68 km². Em 2010 a comuna tinha 217 habitantes (densidade: 46,4 hab./km²).